# Cegielnia (Bodzechów)
Cegielnia – część wsi Bodzechów w Polsce, położona w województwie świętokrzyskim, w powiecie ostrowieckim, w gminie Bodzechów.
W latach 1975–1998 Cegielnia administracyjnie należała do województwa kieleckiego.